# Golofa obliquicornis
Golofa obliquicornis är en skalbaggsart som beskrevs av Roger Paul Dechambre 1975. Golofa obliquicornis ingår i släktet Golofa och familjen Dynastidae. Inga underarter finns listade i Catalogue of Life.